# タイガーショベルノーズキャットフィッシュ
タイガーショベルノーズキャットフィッシュ（学名：Pseudoplatystoma fasciatum ）は、ナマズ目ピメロドゥス科に属する淡水魚。アクアリウムにおいてはレッドテールキャットフィッシュと並ぶ南米産大型ナマズの人気種。別名には「タイガーショベル」、「タイガーショベルキャット」、「タイガーショベルノーズ」などがある。
レッドテールキャットフィッシュには形態、性質共に一見全く似ていないが、交雑個体が生ずる。

## 形態
体長は最大で約120 cmに達する。ショベルノーズキャットフィッシュに似た平たい頭部と、背面〜体側にかけてみられる虎縞状の模様が和名及びインボイスネームの由来である。腹部は白く、背面は灰色となり黒い網目状の縞模様が入る。
レッドテールキャットフィッシュが丸みを帯びた体型なのに対し、本種は細長い体型をしている。髭は6本で、脂鰭がある。平たく細長い体型は高速を発揮する遊泳力のためというより、強い水流の水底で押し流されないための適応とみられる。

## 生態
アマゾン川水系を中心に南米の熱帯域の河川に広く分布する。同水系の大半を占める濁っている水域にも、清澄な場所にも、また止水にも流水にもみられるが、他のナマズに比べ流水の水底に適応した生活をしている。夜行性。食性は捕食性の肉食である。

## 利用

### 食用魚
現地ではスルビン(Sorubim)と呼ばれ食用魚として重要な地位を占め、大量に漁獲、水揚げされ市場に並ぶポピュラーな魚である。

### 観賞魚
観賞魚として、ペットショップ等で10 cm程の幼魚がよく出回る。「タイガーショベルノーズ」とは一般的にはfasciatum種を指す名前であるが、tigrinum種などのPseudoplatystoma属のナマズがこの名前で区別せずに輸入されることもある。
本種はレッドテールキャットに比べると温和なので、同程度のサイズの魚となら混泳も容易。成長が早く、あっという間に60 cm程に達してしまうため、レッドテールキャット同様に最終的にはかなり大掛かりな設備が必要となる。驚いた時に突進する性質があるため、水槽が狭い場合はガラス面に吻をぶつけて怪我をしたり、水槽が破損するなどの事故を引き起こす場合もある。
なお、近年レッドテールキャットとの人工交雑個体「タイガーレッドテールキャットフィッシュ」が確認され、これも流通している。